# Таїшево (Гафурійський район)
Таї́шево (рос. Таишево, башк. Тайыш) — присілок у складі Гафурійського району Башкортостану, Росія. Входить до складу Імендяшевської сільської ради.
Населення — 176 осіб (2010; 194 в 2002).
Національний склад:
- башкири — 99%